# Museu Nacional d'Art de Romania
El Museu Nacional d'Art de Romania (en romanès Muzeul Național de Artă al României) és el museu d'art més important del país. Opera sota el Ministeri de Cultura i Afers Religiosos. El museu es va fundar el 1948 i es troba al Palau Reial de Bucarest.

## Històric

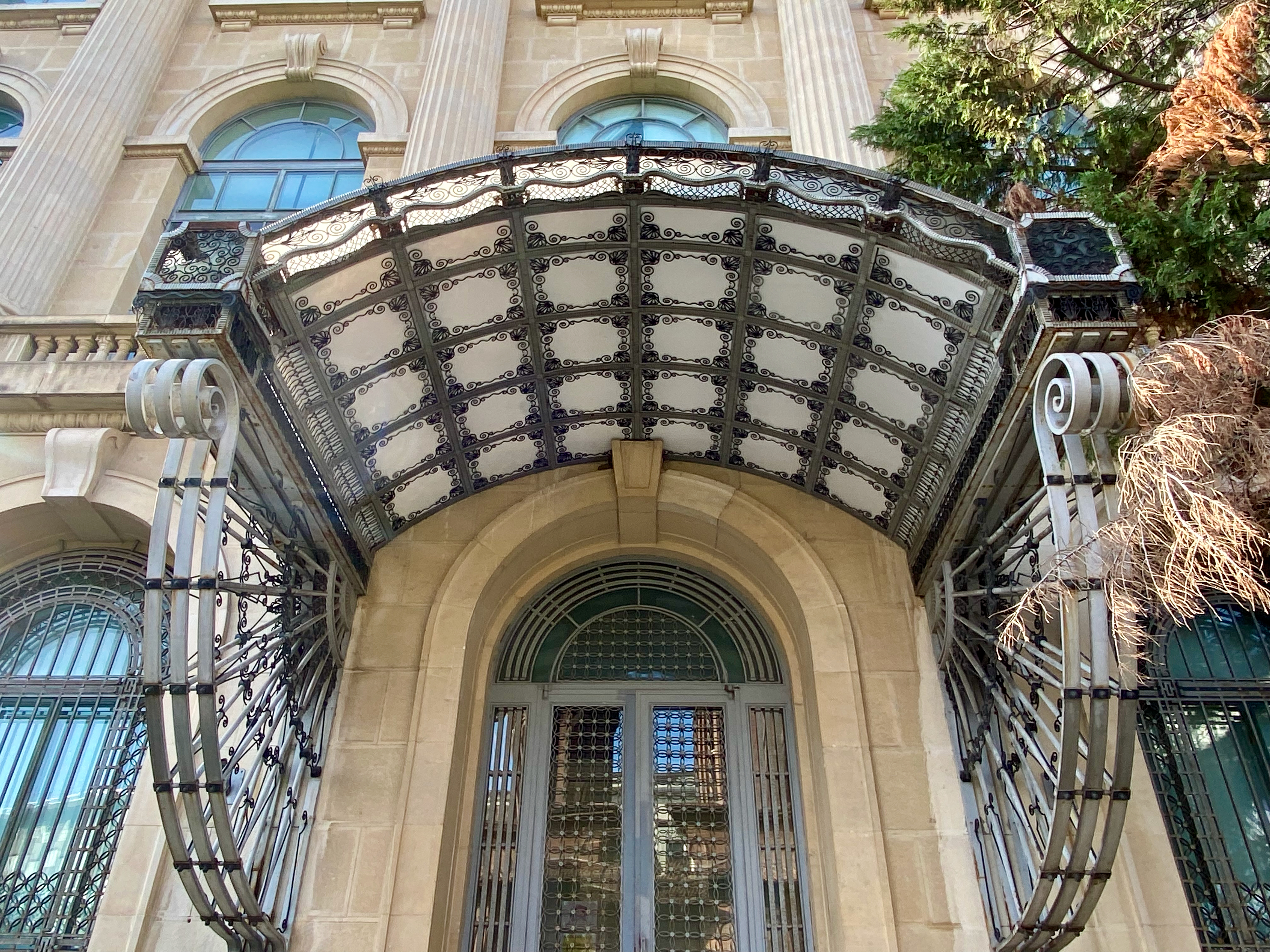
Porta al Museu Nacional d'Art de Romania

El Museu Nacional d'Art té al seu patrimoni una de les col·leccions de pintures més grans de Romania. Va ser fundada el 1948, amb una important col·lecció del rei Carol I, situada inicialment al castell de Peles a Sinaia, així com a altres sales de les residències reials romaneses. Una altra part de les exposicions es va portar del Museu Brukenthal de Sibiu, d'altres museus de Bucarest com Anastase Simu (fundat el 1910), el Museu del Dr. Ioan i Nicolae Kalinderu (inaugurat el 1909), així com de col·leccions privades. A més d'aquestes exposicions, també va atreure la col·lecció del museu de la col·lecció del primer museu d'art de Bucarest, establerta el 1836 a l'edifici de l'escola del monestir de Saint Sava a iniciativa de la pintora Carol Valenstein.
Des de 1948, el Museu Nacional d'Art ocupa l'edifici del Palau Reial de Bucarest, construït el 1937. Avui, el museu exposa més de 70.000 exposicions separades en dues direccions principals: la Galeria Nacional, que consta de les obres dels millors pintors romanesos (Ion Andreescu, Theodor Aman, Nicolae Grigorescu, Gheorghe Petrașcu…) i la Galeria d'Art EU.

## Galeria d'Art Europea
La Galeria d'Art d'Europa es va fundar el 20 de juny de 1951 i inclou escultura, pintura i art decoratiu (catifes, tapissos, mobles, ceràmica, brodats) des del segle XIV fins al segle XX. Aplicant els principis moderns de la museologia a un alt nivell científic, així com pel valor de les exposicions, aquesta galeria ha adquirit una importància creixent. Cada obra es presenta per la seva inclusió en l'actual i l'escola a la qual pertany en la història de l'art. El 2007, la galeria d'art europea va ser completament renovada.
El museu exhibeix en els seus salons pintures italianes dels segles XIV i XX, un lloc destacat ocupat per obres renaixentistes: "La crucifixió" d' Antonello da Mesina, "La Mare de Déu amb el nadó" de Domenico Veneziano, "Sant Jeroni al desert” De Lorenzo Lotto, "La crucifixió" de Jacopo Bassano i "L'Anunciació" de Tintoretto. Les obres del segle XVII estan representades per "La jove mare " d' Orazio Gentileschi, pintant sota la forta influència de Caravaggio i "La lluita d'Hèrcules amb el centaure Nessus" de Luca Giordano. El "Segle d'Or" de la pintura espanyola és present en tres de les famoses obres d'El Greco: "Sant Maurici ", "L'adoració dels pastors " i "El matrimoni de la Mare de Déu", que se suposa que es va fer durant l'últim any de la seva vida de pintor.
L'art holandès es distingeix per les exposicions: "Les 4 estacions" de Pieter Brueghel el Jove, " Una dona que prega " i "Un home que llegeix " de Hans Memling. Peter Paul Rubens també és present a "La batalla d'Hèrcules amb el lleó de Nemea " i "El retrat d'una dona". També hi ha un quadre de Rembrandt, "Haman suplicant el perdó d'Esther ".
L'escola alemanya és present a través de Lucas Cranach el Vell ("Venus i amor "), Hans von Aachen ("Les tres gràcies ") i Bartholomäus Zeitblom ("L'Anunciació"). El Museu Nacional d'Art de Bucarest compta amb una impressionant col·lecció de pintures franceses dels segles XV - XX. Entre les obres exposades hi ha les pintures de Pierre Mignard (" Retrat del duc de Borgonya amb la imatge del jove Crist "), Elisabeth Vigee-Lebrun ("Retrat de la senyora Aguesseau"), Nicholas de Largilliere ("Retrat d'un home "), etc. També hi són presents obres dels artistes Gustave Courbet, Antoine Jean Gros i els impressionistes Camille Pissarro, Claude Monet, Auguste Renoir i el postimpressionista Paul Signac.
El Museu Nacional d'Art de Bucarest compta amb una important col·lecció d'icones i pintures russes dels segles XV-XVIII, a més d'una pintura de VA Tropinin, obra de Filipp A. Maleavin i IK Aivazovski.

### Galeria

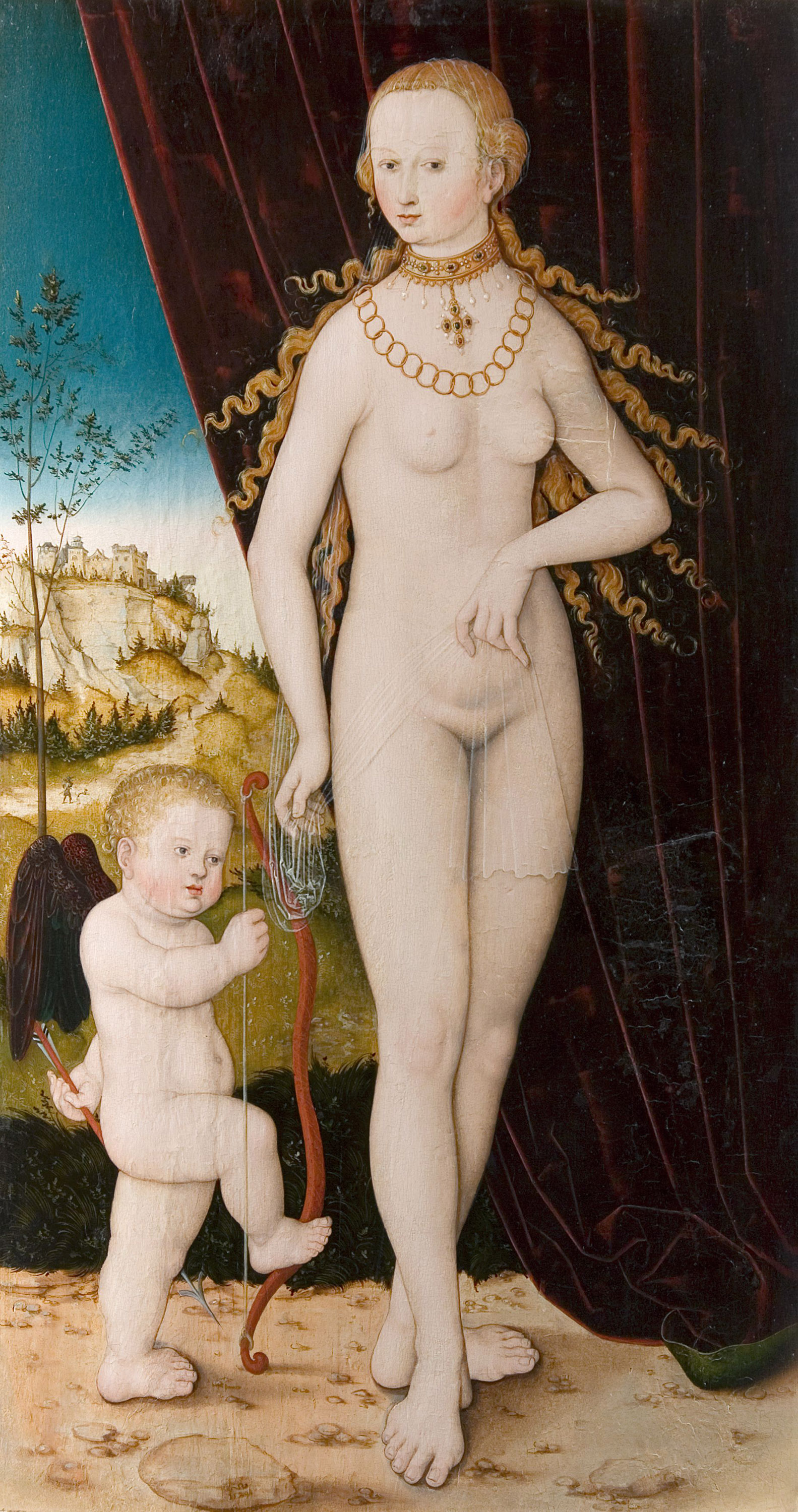
"Venus i amor", Lucas Cranach el Vell, 1520
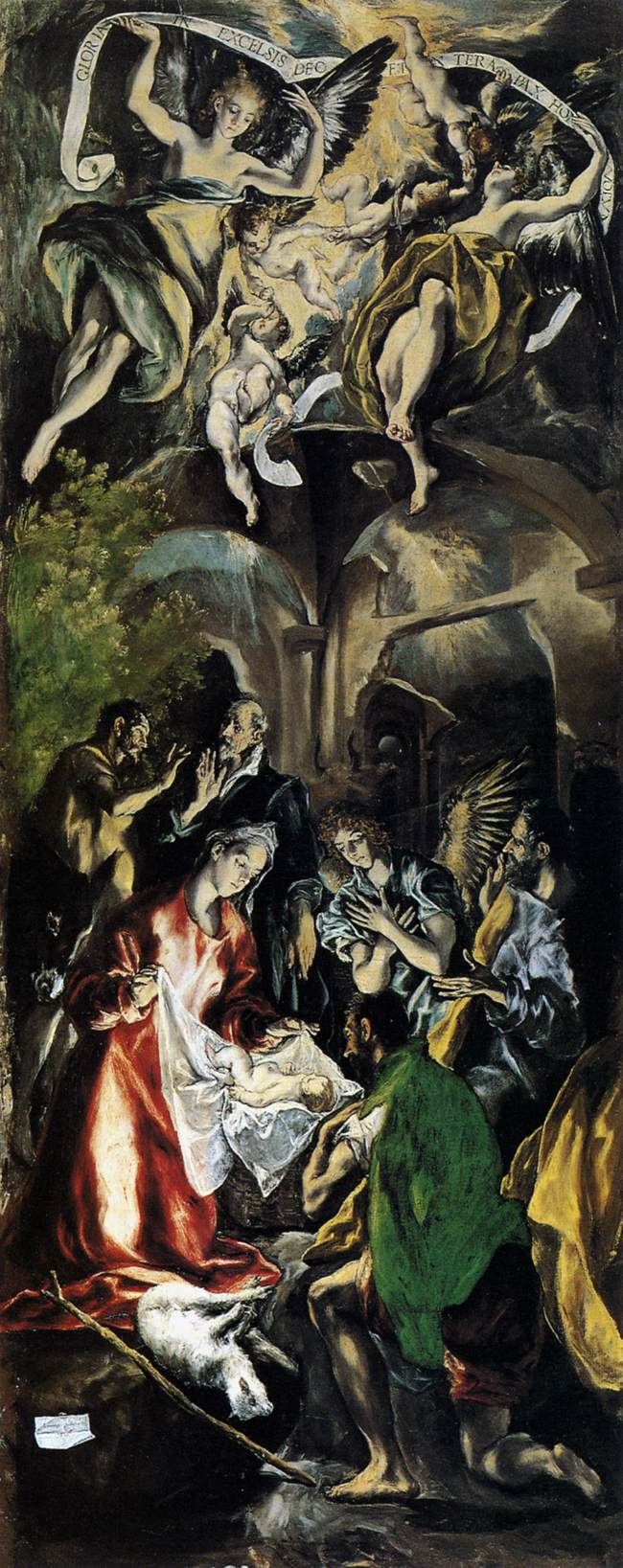
"L'adoració dels pastors", El Greco, 1600
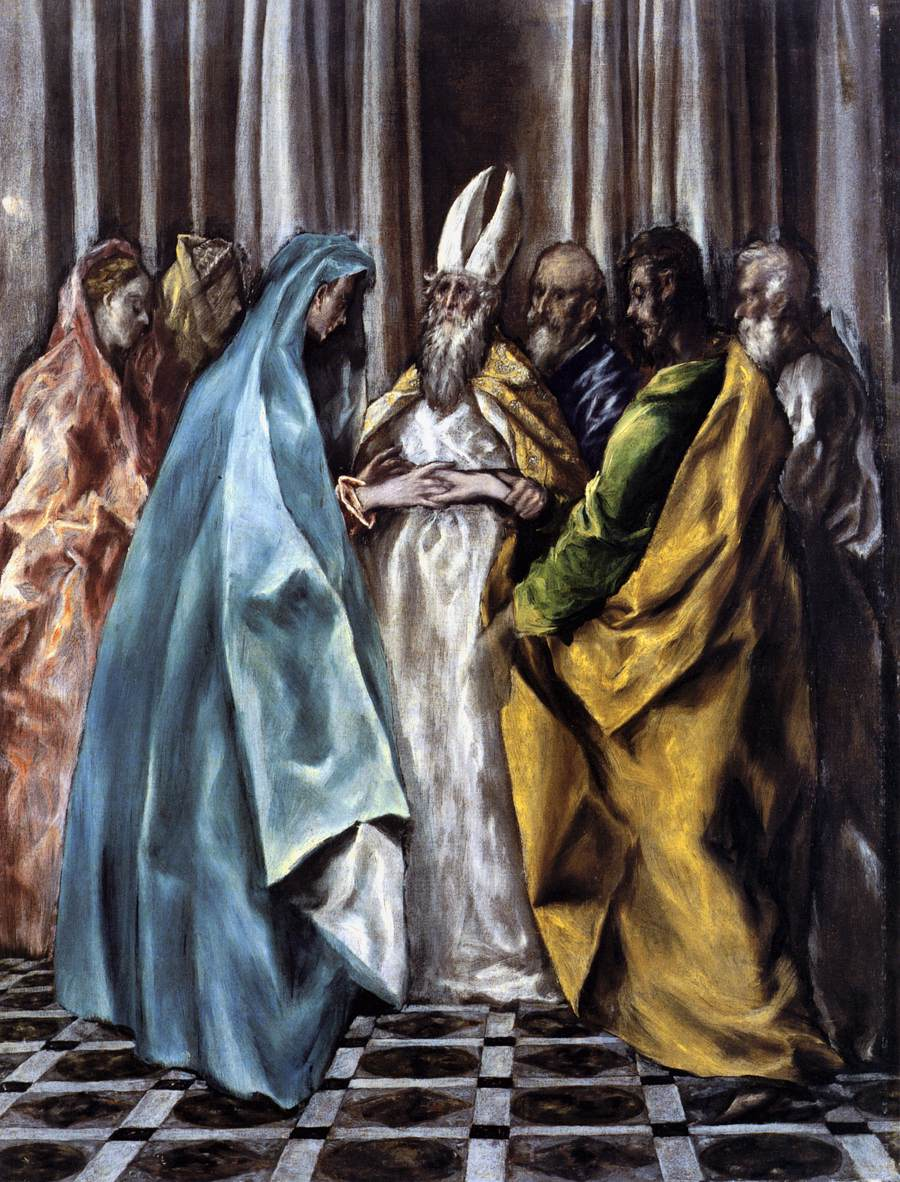
"El matrimoni de la Mare de Déu ", El Greco, 1614
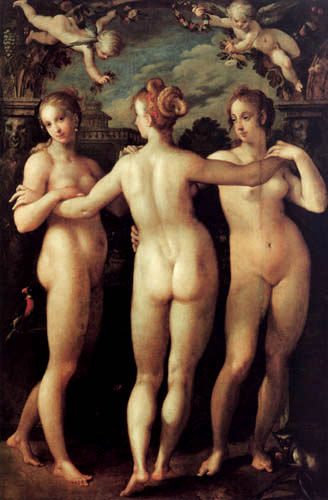
"Les tres gràcies", Hans von Aachen, 1604
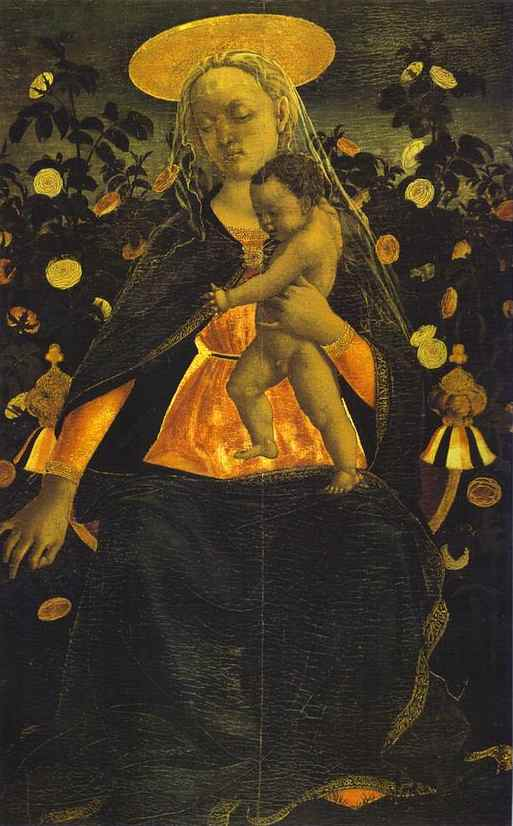
"Madonna i Nen", Domenico Veneziano, segle XV
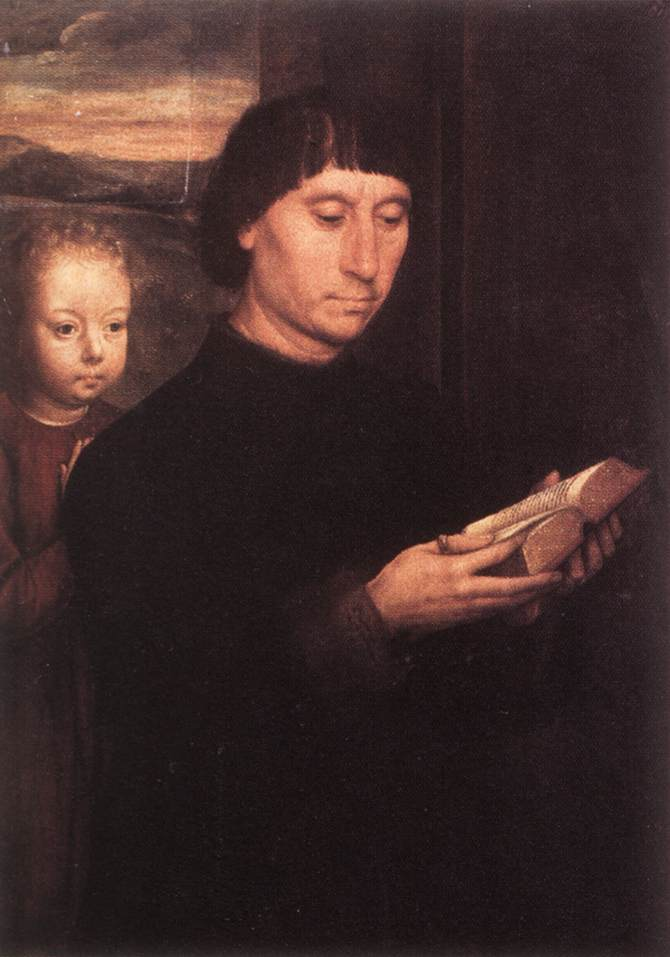
"Un home llegint", Hans Memling, 1490
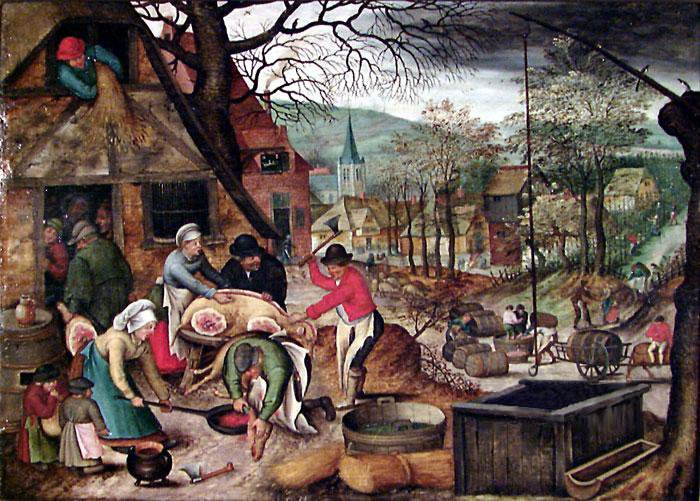
Pieter Bruegel el Jove
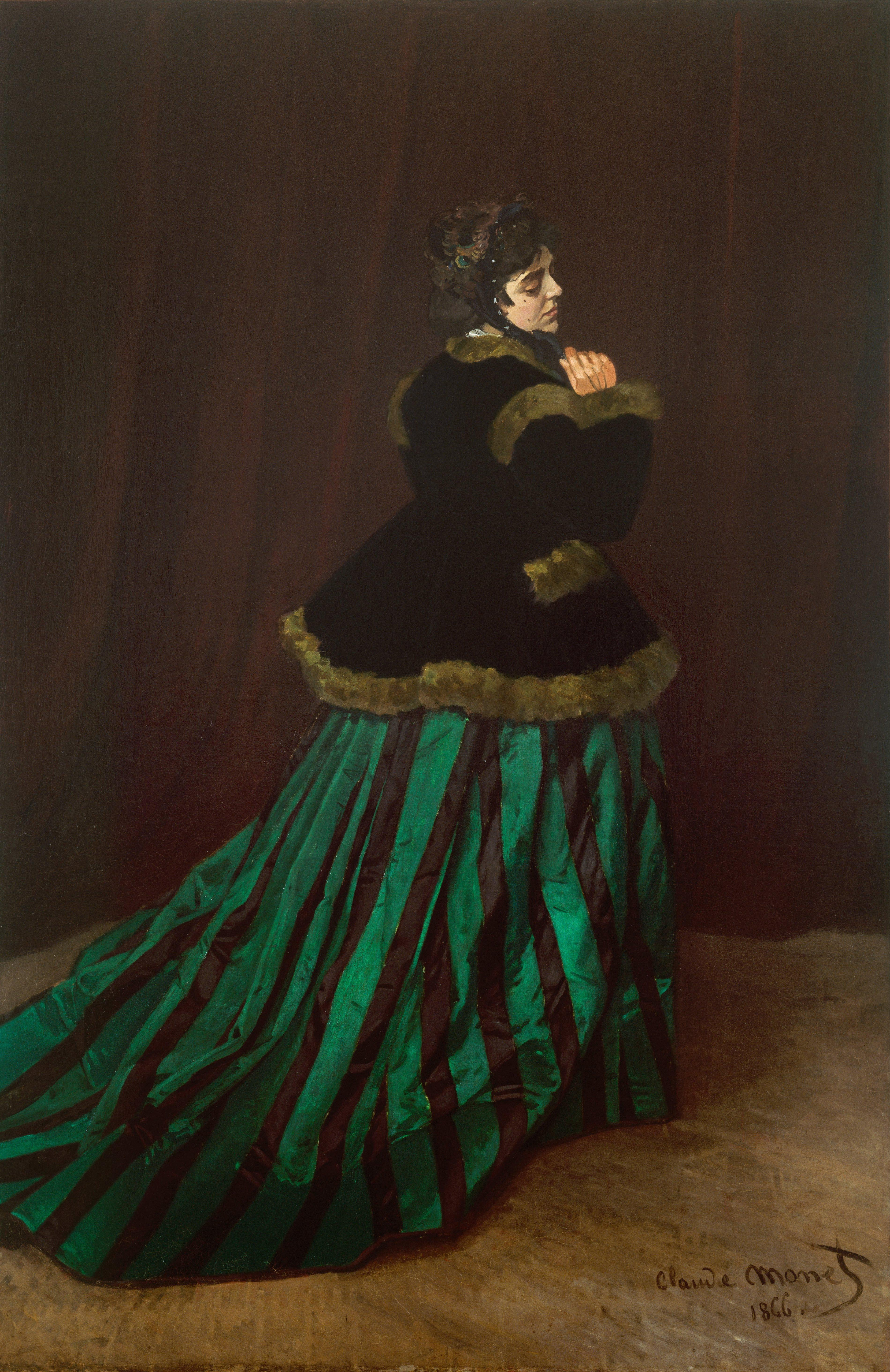
El vestit verd, Claude Monet, 1866
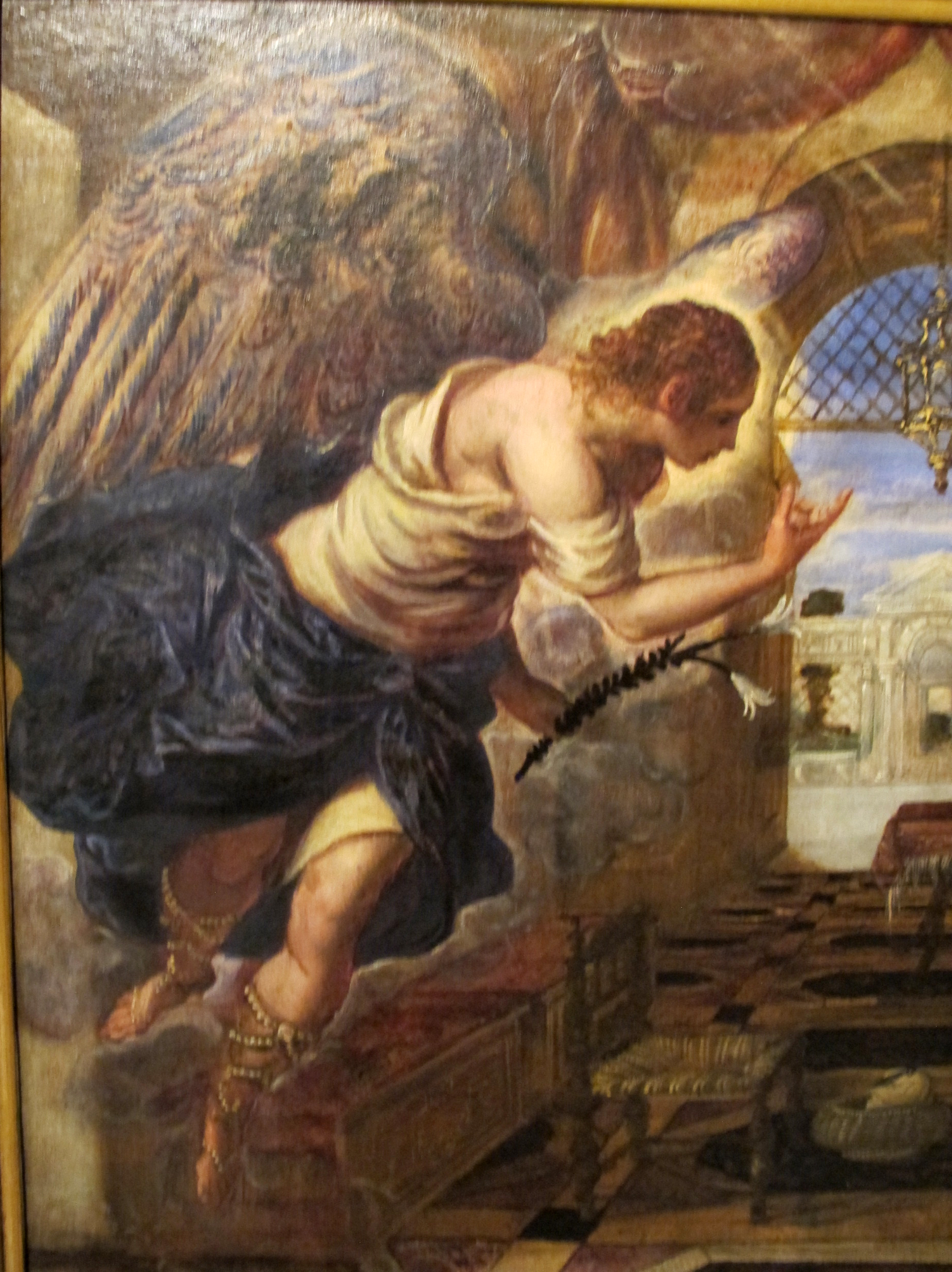
"Bon vestit", Tintoretto
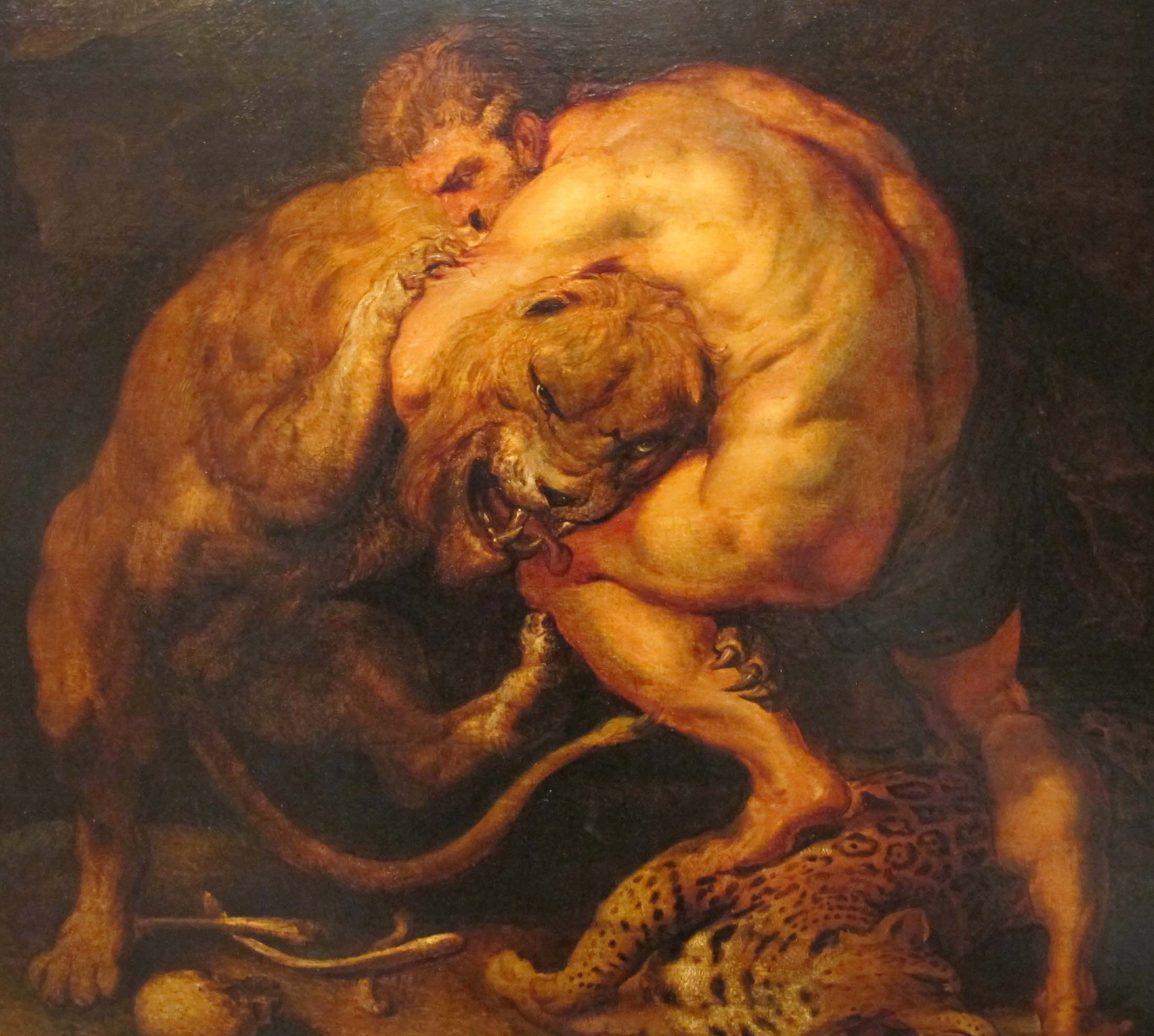
"La batalla d'Hèrcules amb el lleó de Nemea", Paul Rubens

## Galeria d'Art Romanès Modern
A la primavera del 2001, es va reobrir la Galeria d'Art Modern Romanès. Les obres s'exposen a l'altell i al segon pis a l'ala Știrbey. A l'entresol s'exposen obres de la primera pintura romanesa (Nicolae Polcovnicul, Eustatie Altini, Anton Chladek, Niccolò Livaditti, Giovanni Schiavoni, Carol Wahlstein, Constantin Daniel Rosenthal, Ion Negulici, Constantin Lecca, Carol Popp de Szathmary), principalment retrats de membres de la família boiars i alguns paisatges.

El pati del Palau Reial

A la primera sala s'exposen obres d'artistes moderns de l'escola romanesa: Theodor Aman, Gheorghe Tăttărescu, Sava Henția, Mişu Popp, Constantin Stahi, etc. i escultures de Carl Storck i Vladimir Hegel.
A la sala II s'exposen les obres dels mestres de l'art modern romanès Nicolae Grigorescu i Ion Andreescu.
A la sala III s'exposen les obres d'artistes del 1900: Octav Băncilă, Ștefan Luchian, Cecilia Cuțescu Storck, etc.
A la sala IV s'exposen les obres d'artistes de principis del segle XX: Theodor Pallady, Gheorghe Petrașcu, Ștefan Popescu etc.
Les escultures de Dimitrie Paciurea s'exposen a la sala V.
A la sala VI s'exposen les obres de l'avantguarda romanesa: Marcel Iancu, Victor Brauner, Hans Mattis-Teutsch, etc.
Les obres de Constantin Brâncuși es poden veure a la sala VII.
A la sala VIII s'exposen les obres d'artistes del 1920 al 1930: Ion Theodorescu-Sion, Sabin Popp, etc.
A la sala IX i a la sala X s'exposen les obres d'artistes d'entreguerres: Iosif Iser, Francisc Șirato, Nicolae Tonitza, Ștefan Dimitrescu, Ion Jalea i Corneliu Medrea.
A la sala XI s'exposen les obres d'artistes de mitjan segle XX: Camil Ressu, Corneliu Baba, Lucian Grigorescu, Alexandru Ciucurencu, Ion Țuculescu, etc.

### Galeria

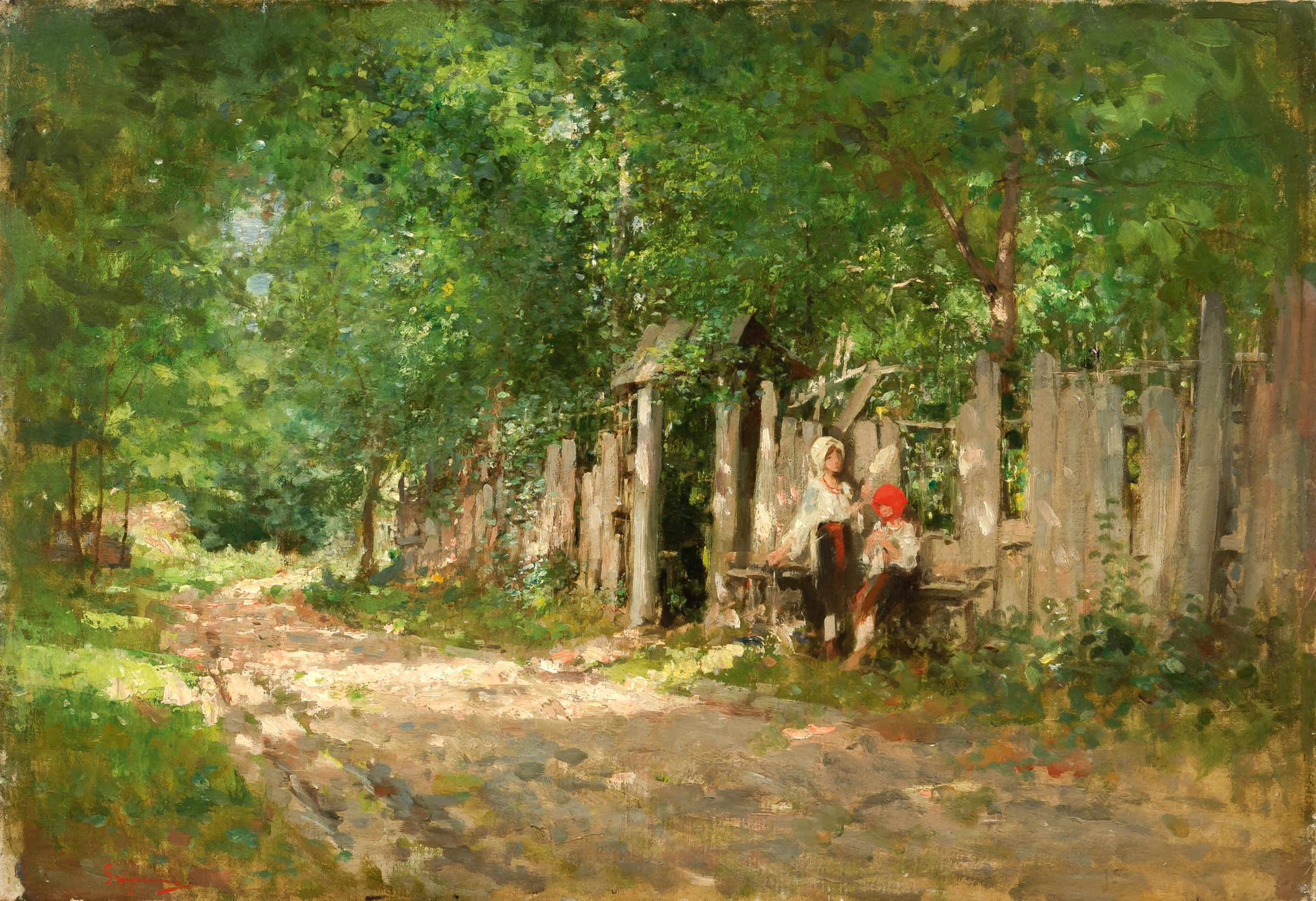
"Noies que treballen a la porta", Nicolae Grigorescu
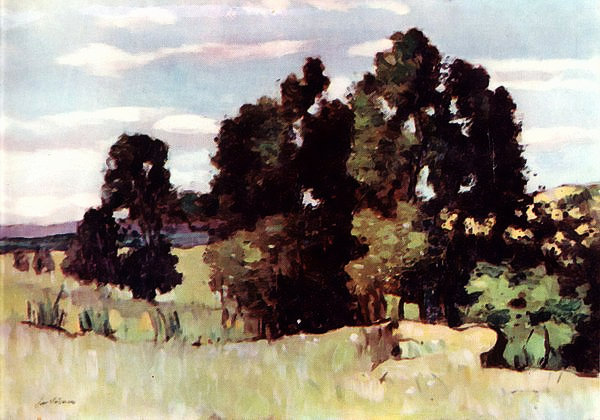
"Paisatge enmig del no-res", Ştefan Luchian
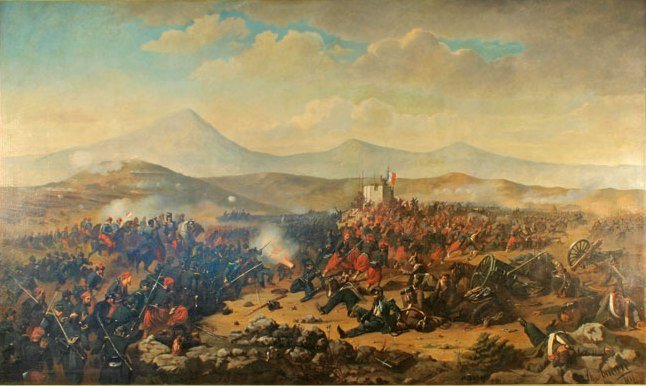
"La batalla de l'ànima", Theodor Aman
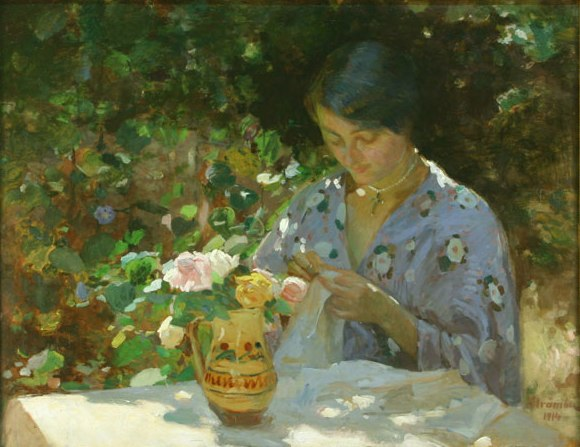
"Treballant al jardí", Ipolit Strâmbu
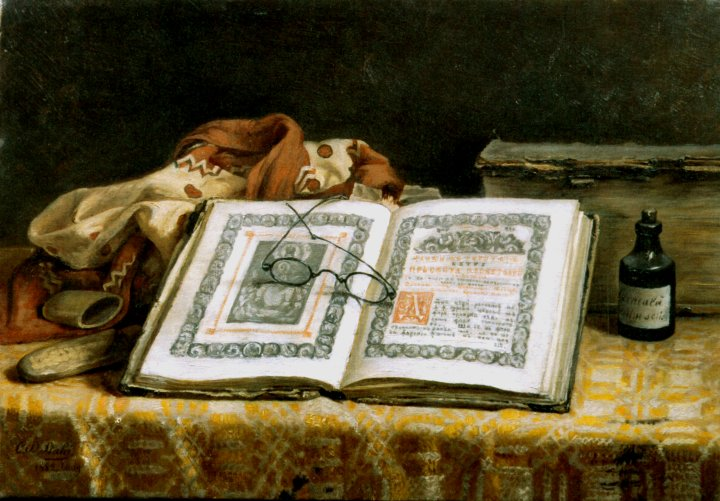
"Natura estàtica amb llibre i ulleres", Constantin Daniel Stahi
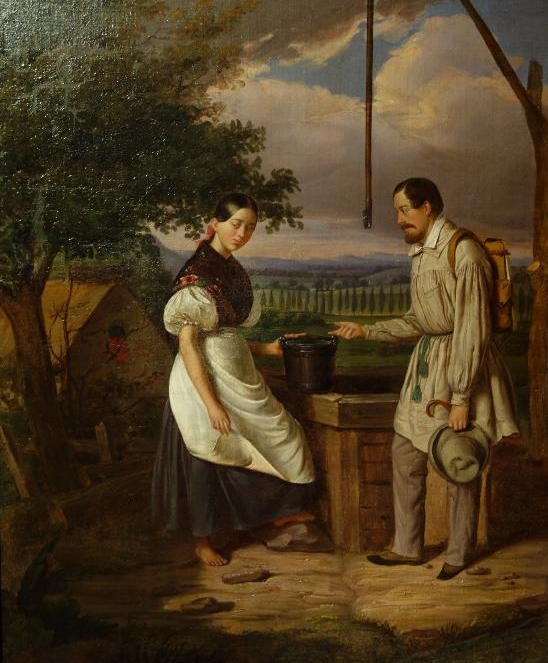
"Escena de la font", Constantin Daniel Rosenthal
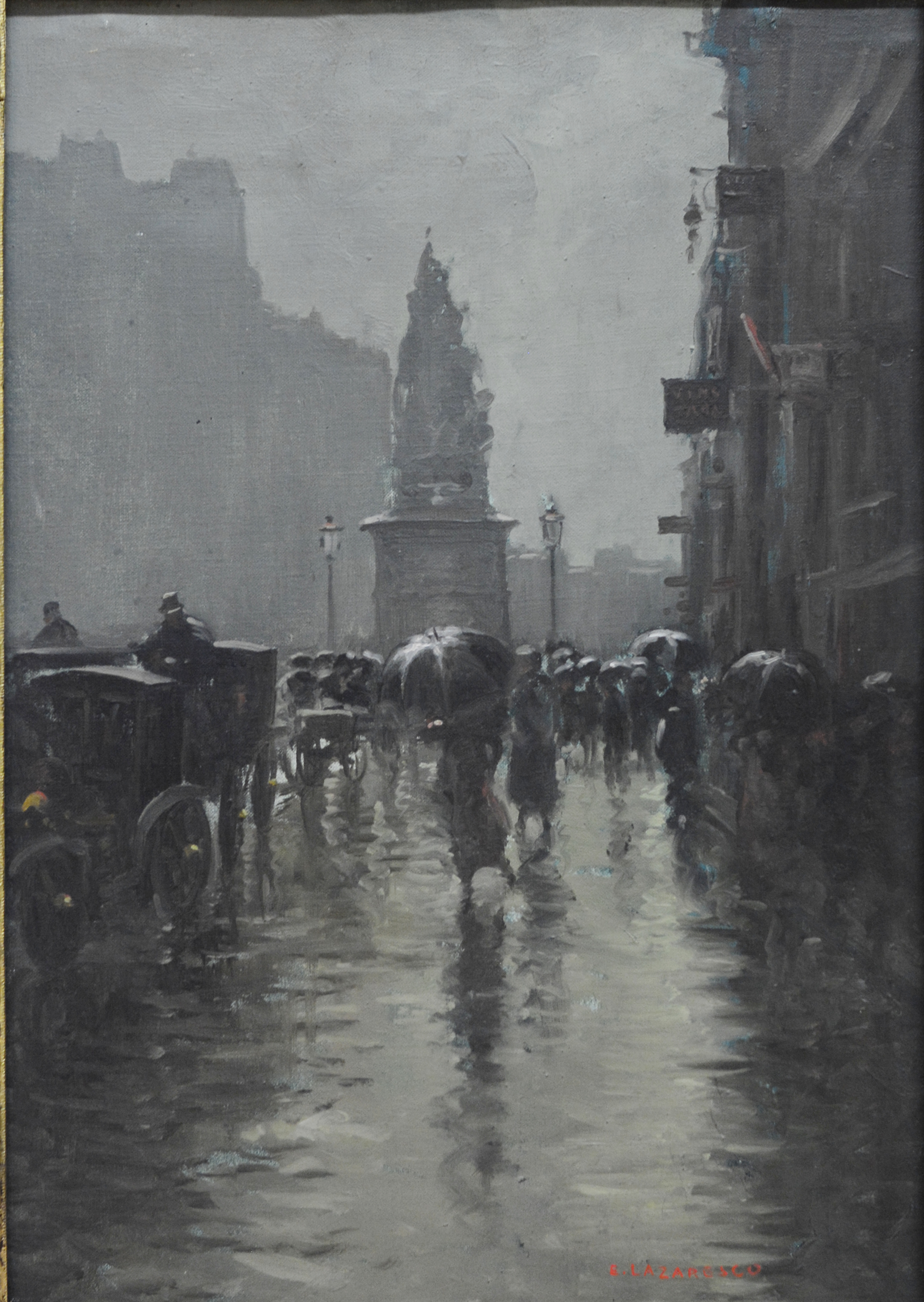
"Carrer sota la pluja", Emilian Lăzărescu
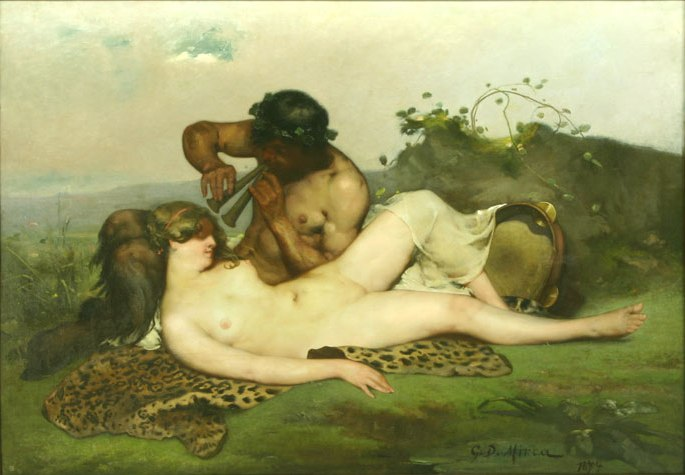
"Bacchanal", George Demetrescu Mirea
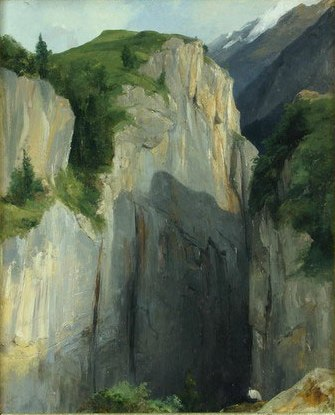
"Cova de Dâmbovicioara", Gheorghe Tattarescu
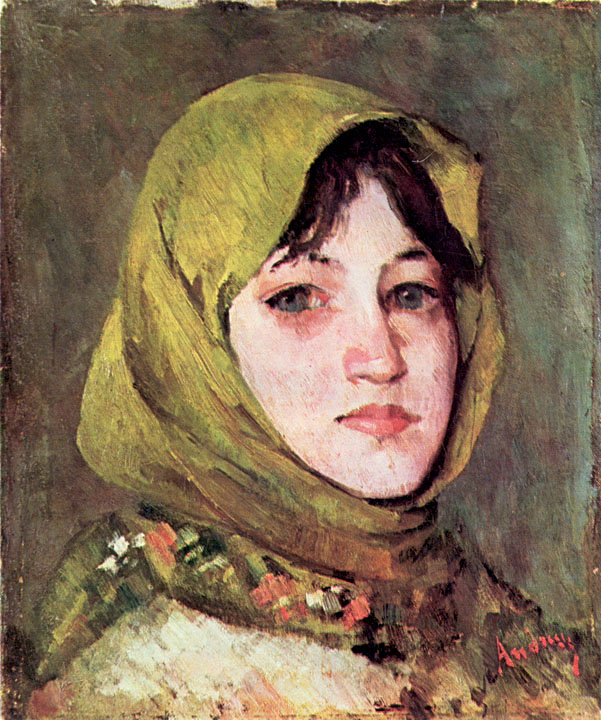
"Camperol amb una bufanda verda", Ion Andreescu

## Esdeveniments destacats
El 2005, entre el 15 de juliol i el 2 d'octubre, es va inaugurar l'exposició Ombres i llums al Museu Nacional d'Art de Romania. Quatre segles de pintura francesa. Segles XVII-XX, l'exposició més gran de pintura francesa presentada a l'Europa central i oriental després de 1945. S'hi van exposar 77 obres, incloses obres mestres de pintors com: Poussin, Chardin, Ingres, David, Delacroix, Corot, Cézanne, Matisse, Picasso i Braque.